# 根金身
根 金身（ね の かねみ）は、飛鳥時代の人物。姓は連。672年の壬申の乱で、都を脱出した大津皇子に同行した。

## 経歴
根連は春日氏の一族。壬申の乱の勃発時、金身は近江大津宮がある大津にいたらしい。大海人皇子が挙兵を決めたとき、その子・高市皇子と大津皇子は敵の本拠である大津を脱し、二手に分かれて父のあとを追った。このうち大津皇子の一行は25日深夜に伊勢国の鈴鹿関に到達し、翌朝朝明郡の迹太川の辺で合流を果たした。根金身はこの一行の中にいた。ともに朝明郡に辿り着いたのは、大分恵尺、難波三綱、駒田忍人、山辺安摩呂、小墾田猪手、埿部眡枳、大分稚臣、漆部友背であった。この後の内戦で根金身が果たした活動については記録がない。